# John van Loen
Johannes Maria van Loen (født 4. februar 1965 i Utrecht, Holland) er en tidligere hollandsk fodboldspiller (angriber).
Van Loens karriere strakte sig fra 1983 til 1998, og blev tilbragt i både hollandsk, belgisk, japansk og cypriotisk fodbold. Længst tid tilbragte han hos FC Utrecht i sin hjemby, hvor han spillede over to omgange, og samlet var tilknyttet i syv sæsoner. Han blev belgisk mester med RSC Anderlecht i 1991, og hollandsk mester med Feyenoord i 1993.
Van Loen spillede syv kampe og scorede ét mål for Hollands landshold. Han var en del af den hollandske trup til VM i 1990 i Italien. Han blev skiftet ind 10 minutter før tid i den indledende gruppekamp mod Irland. Det var hans eneste spilletid i turneringen, hvor hollænderne blev slået ud i 1/8-finalen.